# Herttoniemi

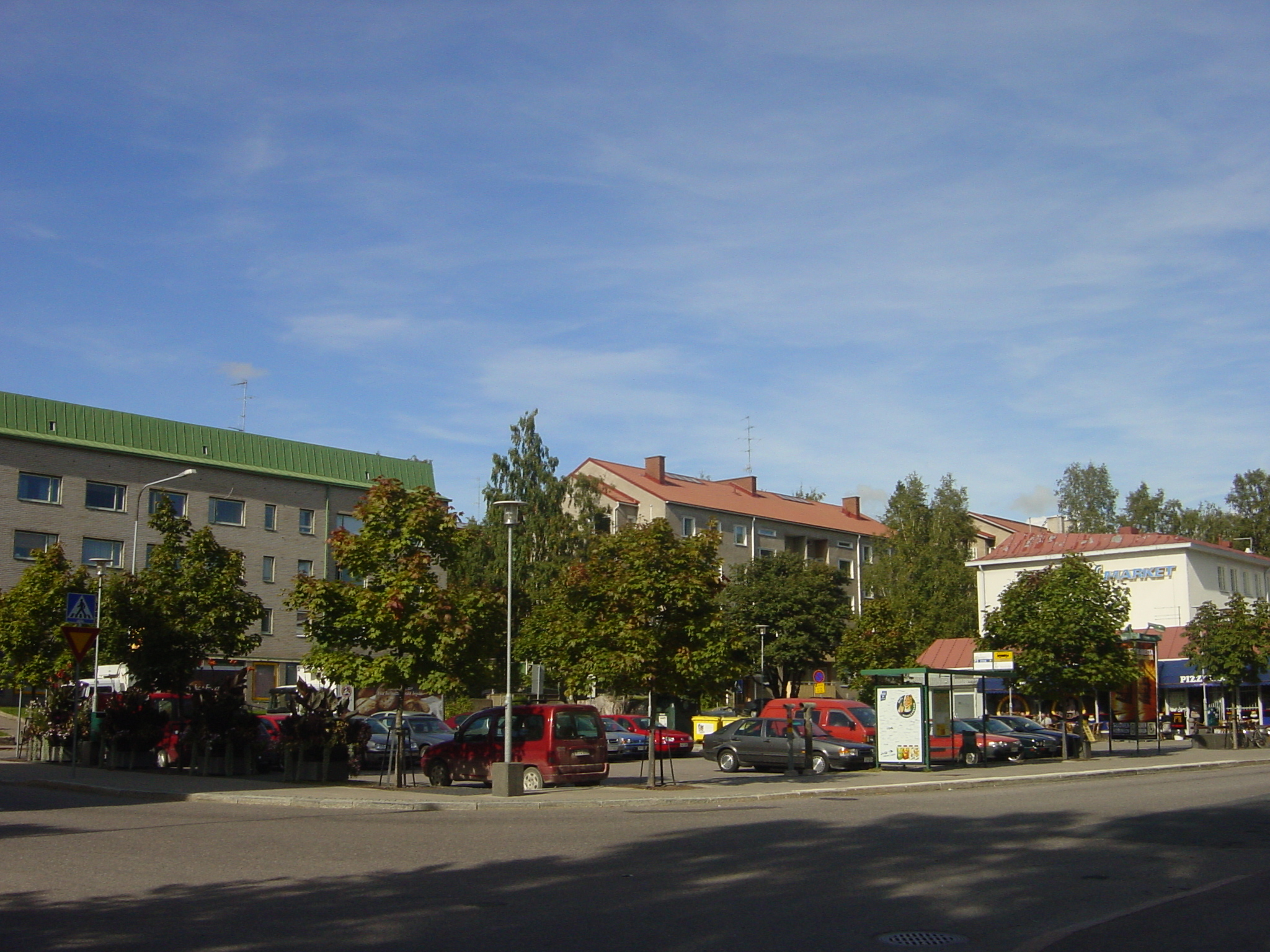
Eräänkävijäntori, una plaza en el oeste de Herttoniemi.

Herttoniemi (en sueco Hertonäs) es un distrito de la ciudad de Helsinki, en Finlandia. Está localizado a unos 7 km del centro de la ciudad, y fácilmente se puede llegar a él en un trayecto de 10 minutos en metro. Así mismo, Herttoniemi tiene un suburbio más antiguo al norte y otro suburbio costero más moderno con conexiones en ferry con el centro de la ciudad. Una vez hubo un gran puerto en Herttoniemi, pero el área portuaria fue demolida en la década de los 90's y se convirtió en un área residencial y zona de la marina.
Uno de los escritores finlandeses más grande de todos los tiempo, Frans Eemil Sillanpää que ganó el Premio Nobel de Literatura en 1939, vivió en Herttoniemi.
- Datos: Q1614778
- Multimedia: Herttoniemi / Q1614778